# Plagithmysus geranii
Plagithmysus geranii är en skalbaggsart som först beskrevs av Perkins 1931.  Plagithmysus geranii ingår i släktet Plagithmysus och familjen långhorningar. Inga underarter finns listade i Catalogue of Life.